# 멀티미디어카드
멀티미디어카드(MultiMediaCard, 줄여서 MMC)는 플래시 메모리의 메모리 카드 표준이다. 1997년에 지멘스 AG와 샌디스크사가 공개한 이 메모리 카드는 도시바의 낸드 기반 플래시 메모리에 기초하고 있으므로 인텔의 NOR 기반 메모리에 기반한 콤팩트플래시같은 초기의 시스템보다 훨씬 더 작았다. 멀티미디어카드는 24 mm x 32 mm x 1.4 mm에 이를만큼 우표 크기만하다.
이 카드는 원래 1비트 직렬 인터페이스를 사용하였으나 더 새로운 버전의 규격이 나오면서 한 번에 4비트에서 이따금씩은 8비트까지도 전송할 수 있게 되었다. 이러다가 SD 카드가 출시되면서 어느 정도 지위 면에서 약해지긴 했지만 멀티미디어카드는 SD 카드를 지원하는 대부분의 장치에서 사용할 수 있다는 까닭에 아직까지도 많은 곳에서 사용할 수 있다.
일반적으로 멀티미디어카드는 개인용 컴퓨터 접근에서 쉽게 제거할 수 있는 형태로 휴대용 장치를 위한 기억 장치로 쓰인다. 이를테면 디지털 카메라는 그림 파일을 저장하는 데 멀티미디어카드를 사용한다. 멀티미디어카드 리더기를 사용하면 사용자는 디지털 카메라로 찍은 사진을 가져와 컴퓨터에 복사할 수 있었다. 노트북과 데스크톱을 비롯한 현대의 컴퓨터는 운영 체제 드라이버가 지원할 경우 멀티미디어카드를 추가적으로 읽을 수 있는 SD 슬롯을 가지고 있기도 하다.
멀티미디어메모리카드는 현재 최대 32 기가바이트의 용량을 사용할 수 있다. 휴대 전화, MP3 플레이어, 디지털 카메라, PDA와 같은, 메모리 카드를 사용할 수 있는 거의 모든 환경에서 사용할 수 있다.
SD 카드와 SDIO 슬롯이 도입된 뒤로 MMC 슬롯을 자사의 기기에 설치하는 경우는 거의 없지만 약간 더 얇은, 핀이 호환되는 멀티미디어카드는 기기 상의 소프트웨어나 펌웨어가 지원할 경우 SD 카드를 지원하는 거의 모든 장치에서 사용할 수 있다.

## 오픈 표준
이 기술을 자사의 제품 개발에 사용하고자 하는 회사는 멀티미디어카드 지원 장치를 개발한다고 하여 별도의 특허료를 지불하지 않아도 된다.
2009년 7월 기준으로 MMC 협회로부터 새로운 규격 버전 4.4 (2009년 3월)을 요청 받을 수 있으며 등록만 하면 무료로 내려받아 볼 수 있다. 더 오래된 버전의 표준은 별도로 구매해서 보아야 한다.
MMC의 주된 후원자인 삼성은 MMC 드라이버를 기록하는 데 반드시 있어야 하는 정보의 상당수를 포함하고 있는 더 자세한 데이터시트를 제공한다.

## 종류
- RS-MMC (Reduced-Size MultiMediaCard: 크기를 줄인 멀티미디어카드)
- DV-MMC (Dual-Voltage MultimediaCard: 이중 전압 멀티미디어카드)
- MMCplus, MMCmobile
- MMCmicro
- MiCard
- SecureMMC
- eMMC

이 밖에도 시게이트, 히타치 등의 회사들은 CE-ATA라 불리는 인터페이스를 갖춘 스몰 폼 팩터 하드 디스크 드라이브를 출시하고 있다.
이 인터페이스는 전기적으로나 물리적으로 MMC 규격과 호환된다. 그러나 명령 구조는 하드 디스크 드라이브를 제어하기 위해 호스트 컨트롤러가 ATA 명령을 제공하도록 확장되어 있다.

## 같이 보기
- SD 카드
- 메모리 스틱